# Philippe Christory

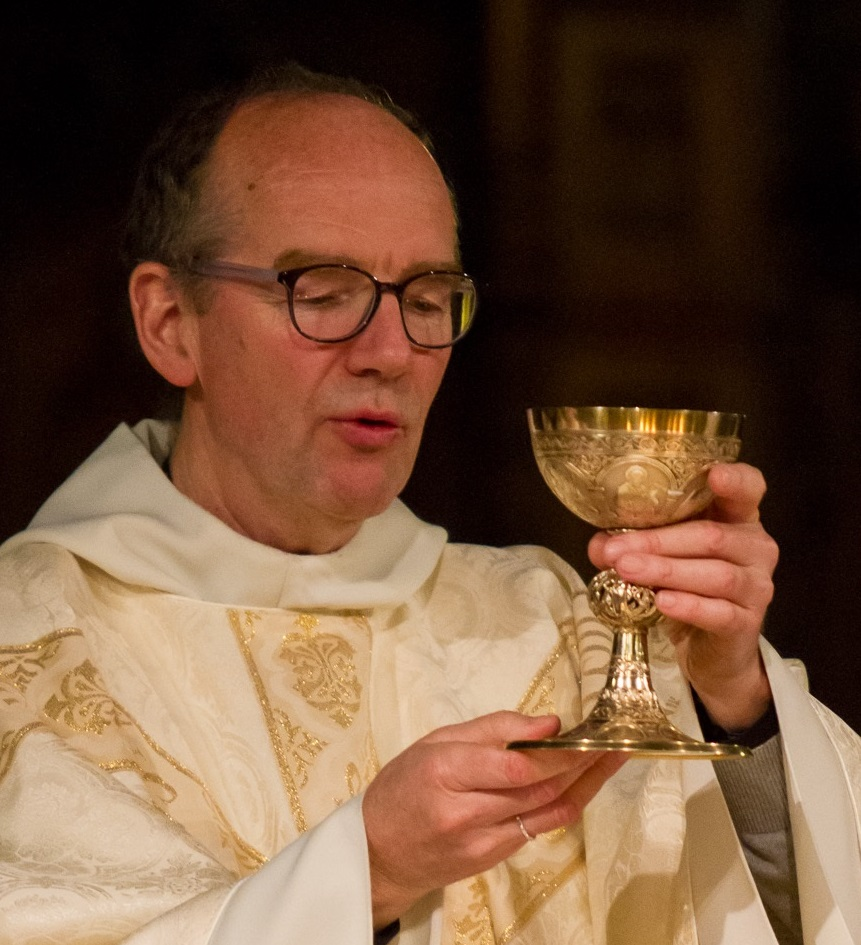
Philippe Christory, 2014

Wappen von Philippe Christory

Philippe Maurice Marie Joseph Christory (* 28. Februar 1958 in Tourcoing) ist ein französischer Geistlicher und römisch-katholischer Bischof von Chartres.

## Leben
Philippe Christory absolvierte ein Studium am Institut catholique d’arts et métiers in Lille und arbeitete einige Jahre als Ingenieur in Frankreich und Afrika. Er trat der Gemeinschaft Emmanuel bei und nahm schließlich das Theologiestudium als Seminarist des Erzbistums Paris auf. Seine Studien absolvierte er an der Päpstlichen Universität Gregoriana in Rom. Am 27. Juni 1992 empfing er das Sakrament der Priesterweihe für das Erzbistum Paris.
Nach weiteren Studien an der Päpstlichen Theologischen Fakultät „Marianum“ erwarb er das Lizenziat in Mariologie. Von 1993 bis 2004 war er in der Pfarr- und Schulseelsorge in Paris tätig. Anschließend war er bis 2007 im Bistum Fréjus-Toulon eingesetzt und wurde dann wieder Pfarrer in Paris, zuletzt in der Pfarrei Sainte-Trinité. Darüber hinaus gehört er dem internationalen Rat der Gemeinschaft Emmanuel an.
Am 2. Februar 2018 ernannte ihn Papst Franziskus zum Bischof von Chartres. Der Erzbischof von Tours, Bernard-Nicolas Aubertin OCist, spendete ihm am 15. April desselben Jahres in der Kathedrale von Chartres die Bischofsweihe. Mitkonsekratoren waren der Bischof von Evry-Corbeil-Essonnes, Michel Pansard, und der Bischof von Beauvais, Jacques Benoit-Gonnin.